# Francesco Torselli
Francesco Torselli (ur. 9 marca 1976 we Florencji) – włoski polityk i samorządowiec, poseł do Parlamentu Europejskiego X kadencji.

## Życiorys
Uzyskał wykształcenie średnie. Prowadził własną działalność gospodarczą, pracował też jako konsultant w towarzystwie ubezpieczeń Generali Italia. Działał w Azione Giovani, młodzieżówce Sojuszu Narodowego, kierował jej strukturami w prowincji Florencja. W 2009 i 2014 wybierany na radnego miejskiego we Florencji. Dołączył do ugrupowania Bracia Włosi, został jego rzecznikiem w regionie. W 2020 wybrany na radnego regionalnego w Toskanii.
W wyborach w 2024 uzyskał mandat posła do Parlamentu Europejskiego X kadencji (gdy Giorgia Meloni zrezygnowała z jego objęcia).